# Polední kameny
Polední kameny (něm. Mittagssteine) jsou vrcholové skalisko v Jizerských horách. Nalézá se na katastrálním území města Hejnice v okrese Liberec. Na samotném vrcholu se vyskytuje několik skalisek a samostatných kamenů. Při vrcholovém hřebeni rostou chráněné porosty jeřábu. Polední kameny jsou součástí Národní přírodní rezervace Jizerskohorské bučiny na území Chráněné krajinné oblasti Jizerské hory.

## Poloha

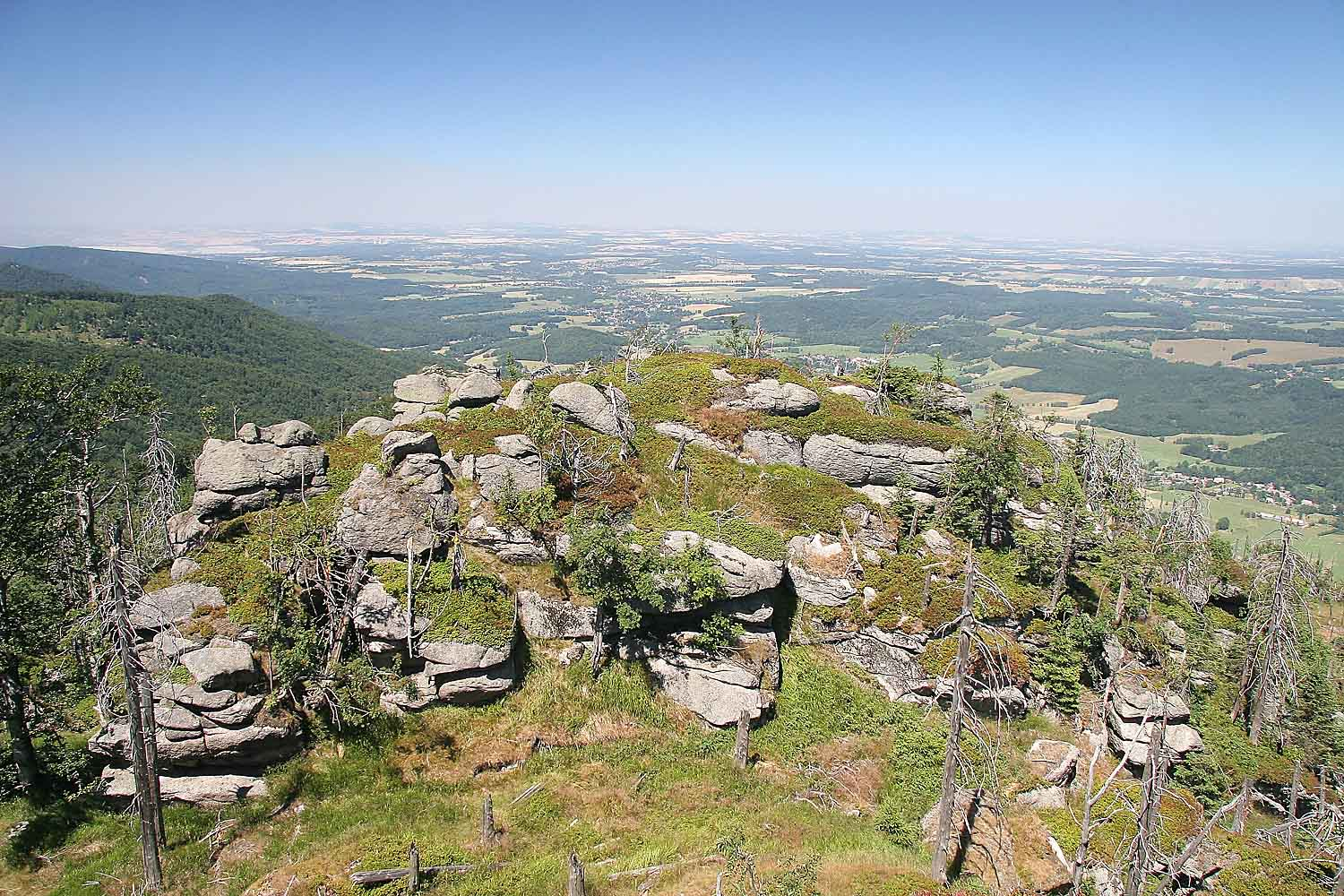
Pohled z vrcholové vyhlídky

Polední kameny se vypínají 2 km jižně nad obcí Bílý Potok (425 m n. m.) a jsou nejjižnějším masivem takzvaného Frýdlantského cimbuří, jež sestává z několika skalních útvarů a skalisek (Hajní kostel, vrchol Frýdlantské cimbuří a jiné menší skalky). Jihovýchodně od Poledních kamenů leží Smědavská hora (1084 m n. m.) a jihozápadně odtud vede Štolpišská silnice.
Hajní kostel leží v nadmořské výšce 730 m n. m. Přístup k němu je nejlepší z Bílého Potoka nebo Hejnic.

## Přístup
Na Polední kameny se lze dostat po zeleně značené turistické stezce vedoucí z Bílého Potoka údolím Černého potoka na Frýdlantské cimbuří a odtud po žluté až na vrchol. Cesta dále pokračuje přes sedlo se Smědavskou horou, kterou traverzuje, a končí na rozcestí Paulova paseka pod severním svahem Jizery.